# Regimiento n.º 40 de Infantería
El regimiento n.º 40 de Infantería fue una unidad del Ejército Británico creado en 1717. Tras luchar en numerosos conflictos, entre ellos las Guerras Revolucionarias Francesas, dejó de existir en 1881 convirtiéndose en batallón del South Lancashire Regiment (Prince of Wales' Volunteers).

## Historia
El regimiento de infantería n.º 40 nació en 1717 reuniendo las cuatro compañías independientes estacionadas en Newfoundland con las cuatro que tenían su guarnición en Nueva Escocia. Al mando del coronel Richard Phillips, gobernador de la colonia, el nuevo regimiento fue conocido siguiendo la costumbre de la época como el Regimiento de infantería de Phillips, más tarde Cornwallis. 
Hasta 1743 el regimiento permaneció estacionado en Annapolis, Placentia y Canso protegiendo a los asentamientos coloniales de los raids de indios y franceses. En 1744 estalló la guerra con Francia y el regimiento de Phillips sobrevivió al ataque de su base en Annapolis pero fue derrotado en Canso, pese a lo cual consiguió conservar Nueva Escocia. 
En 1751 recibió la denominación de Regimiento n.º 40 de infantería (40th Regiment of Foot). En 1755, durante la Guerra Franco-india, tomó parte de la victoria en Fort Beauséjour y de la expulsión de los franceses de Nueva Escocia. 
En 1758 la compañía de granaderos del regimiento formó parte de los Granaderos de Louisburg (Louisburg Grenadiers) que al mando del general James Wolfe capturaron Louisburg. Poco después, unidades del regimiento lucharon bajo el mando de Wolfe de la captura de Quebec, y luego el regimiento tomó parte de la toma de Montreal, tras la que el Canadá se convirtió en colonia británica. 
En 1761 el 40.º fue destinado a las Indias Occidentales luchando contra las fuerzas francesas en Martinica y las españolas en Cuba. Tras finalizar el conflicto en 1763, el 40.º regresó a Gran Bretaña en 1765. 
Al estallar la Guerra de Independencia de los Estados Unidos el 40.º fue destinado nuevamente a América, arribando a Boston en 1775 sumándose de inmediato a la lucha en la que se distinguió. En 1778 fue enviado a las Indias Occidentales pero regresó a Nueva York en septiembre de 1781. 
En 1782 se modificó su denominación asociándose un condado, Somersetshire, a los fines de favorecer el reclutamiento por lo que se convirtió en el 40th Regiment 2nd Somersetshire. Finalizado el conflicto, regresó a Inglaterra en 1783. 
Entre 1793 y 1799, durante las guerras de la Primera Coalición (Guerras Revolucionarias Francesas) luchó en Holanda y St.Vincent, y estuvo de guarnición en Gibraltar, Minorca y Malta. 
En 1800 participó de la fuerza expedicionaria que desembarcó en la bahía de Abukir, cercana a Alejandría, Egipto, destacándose en la posterior campaña, la batalla de Alejandría del 21 de marzo de 1801, la 	captura de Rosetta (8 de abril), Fort St.Julien (19 de abril) y el sitio de Alejandría (agosto) y su capitulación (2 de septiembre).
En 1807 se sumó al ejército destinado a la segunda invasión inglesa al Río de la Plata. Durante la primera y exitosa fase de la campaña participó del Combate del Cordón y del sitio de Montevideo, sumando "Montevideo" a sus honores de batalla. Al mando del mayor Sir Archibald Campbell, el 40.º luchó en el posterior y desastroso ataque a la ciudad de Buenos Aires en julio de ese año, donde el ejército británico fue forzado a capitular por la población y un ejército constituido en su gran mayoría por milicianos. 
Destinado a la Guerra Peninsular, participó de las campañas efectuadas entre los años 1808 y 1814 obteniendo 13 honores de batalla entre Roliça (Roleia ) (17 de agosto de 1808) y Toulouse (10 de abril de 1814).
Eses año regresó brevemente a Inglaterra, para ser destinado nuevamente a Europa donde luchó en la Batalla de Waterloo siendo distinguido con un nuevo honor de batalla y un laurel en su insignia. 
En 1824 fue destinado a Australia donde permaneció hasta 1829, cuando fue enviado a Bombay, India. En 1839 fueron enviados al Sindh y tomaron parte en la captura de Karachi. y el fuerte de Kajak en 1841. 
Durante la primera guerra anglo-afgana (1839–1842), integró la fuerza enviada a Kandahar, Afganistán, en 1841. Tomó parte en numerosas acciones contra los rebeldes hasta agosto de 1842 en que regresó a la India por Ghazni, Kabul y el Paso de Kyber luchando contra los rebeldes hasta que el 23 de diciembre de 1842 pudo cruzar a la India. Al igual que los demás regimientos que participaron, recibió honores de batalla por "Candahar - Ghuznee - Cabool 1842" y una medalla de plata.
En diciembre de 1843 actuó en la represión de un levantamiento en las cercanías de [Maharajpoor], sumando un honor de batalla y una medalla (la Indian Star). En 1845 regresó a Inglaterra permaneciendo de guarnición en ese país y en Irlanda hasta 1852 en que fue enviado nuevamente a Australia al mando del teniente coronel T.J.Valiant. 
El 3 de diciembre de 1854, junto a fuerzas del regimiento n.º 12 y de la policía local, participó de la represión de la Eureka Stockade, una revuelta de mineros ocurrida en Ballarat, Victoria (Australia) durante el gobierno de Charles Hotham. El 40.º tuvo dos muertos en la lucha, uno de ellos el capitán H.C.Wise, y 6 heridos. 
En 1860 partió a Nueva Zelandia para luchar en la primera guerra Taranaki y en la Invasión de Waikato, en el marco de las Guerras Maoríes. Regresó a Inglaterra en 1866, y tras varios destinos de corta duración permaneció en Irlanda hasta 1872, cuando fue nuevamente enviado a India. 
En 1881 fue fusionado con el regimiento n.º 82 (Prince of Wales' Volunteers), convirtiéndose en el primer y segundo batallón del South Lancashire Regiment (Prince of Wales' Volunteers). 
Los batallones del antiguo 40.º participaron de la guerra anglo-bóer (1899-1902), de la primera y la Segunda Guerra Mundial. En 1958 en Hong Kong el South Lancashire fue fusionado con el East Lancashire, dando lugar al Lancashire Regiment, el que a su vez se unió en 1970 al Loyal Regiment (North Lancashire) dando lugar al Queens Lancashire Regiment.

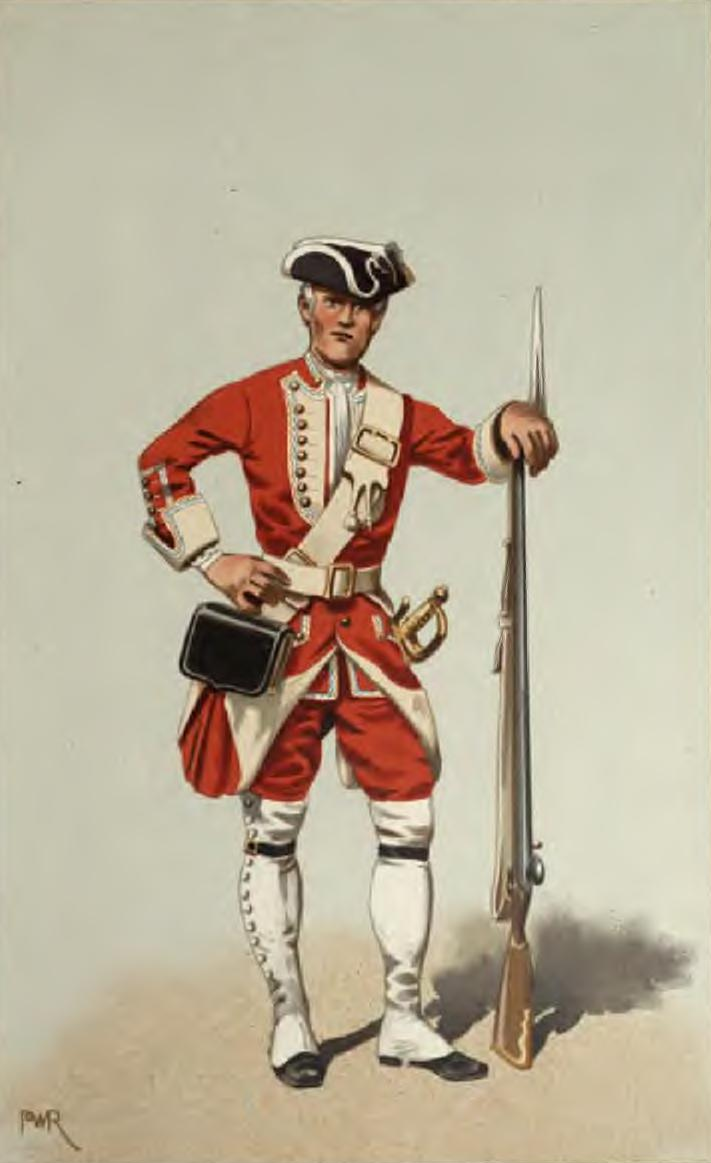
Soldado del 40.º, 1742
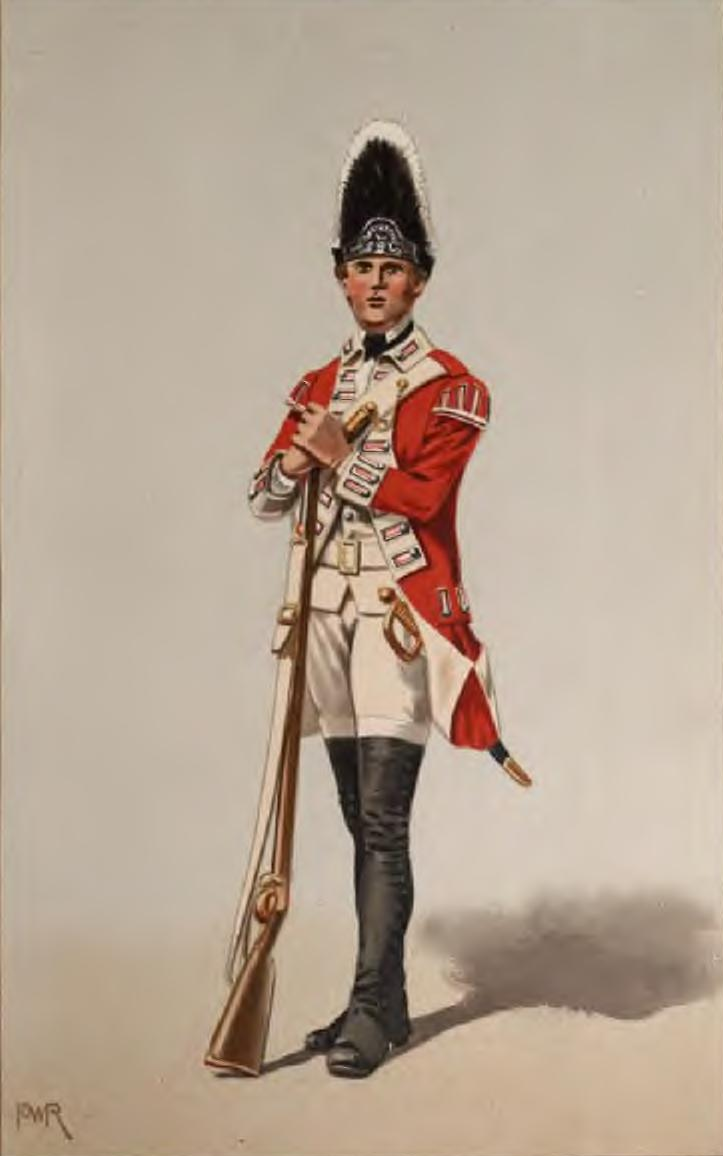
Granadero, 1776
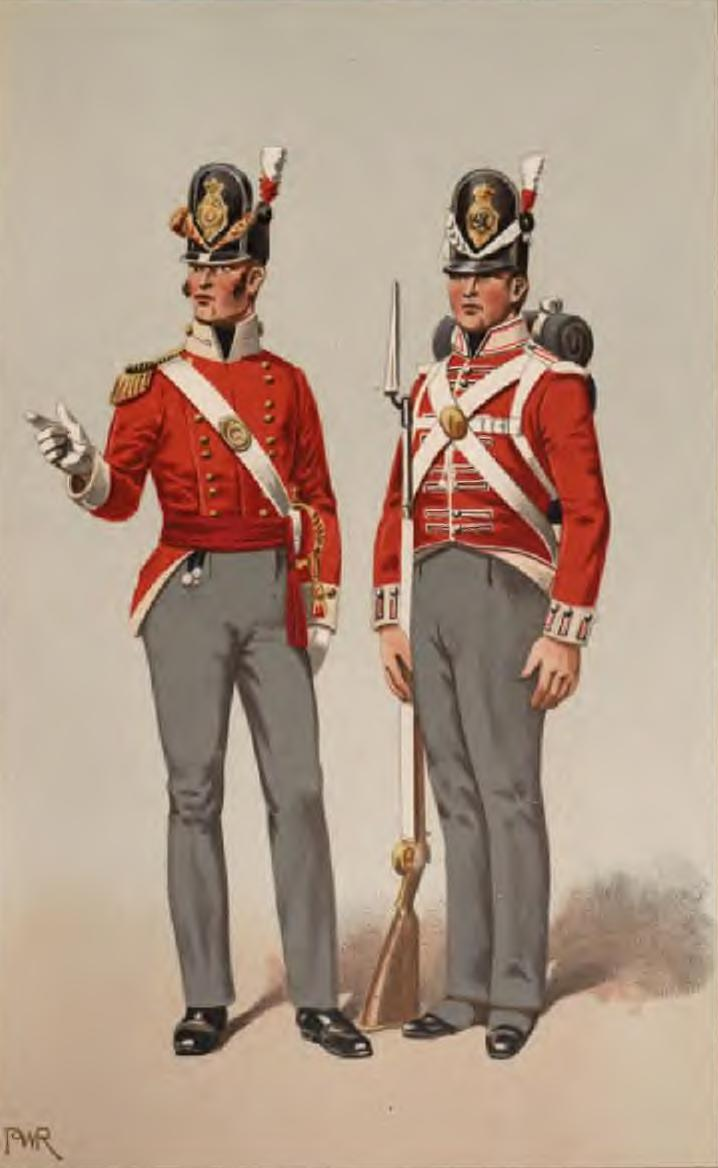
Oficial y soldado, 1812
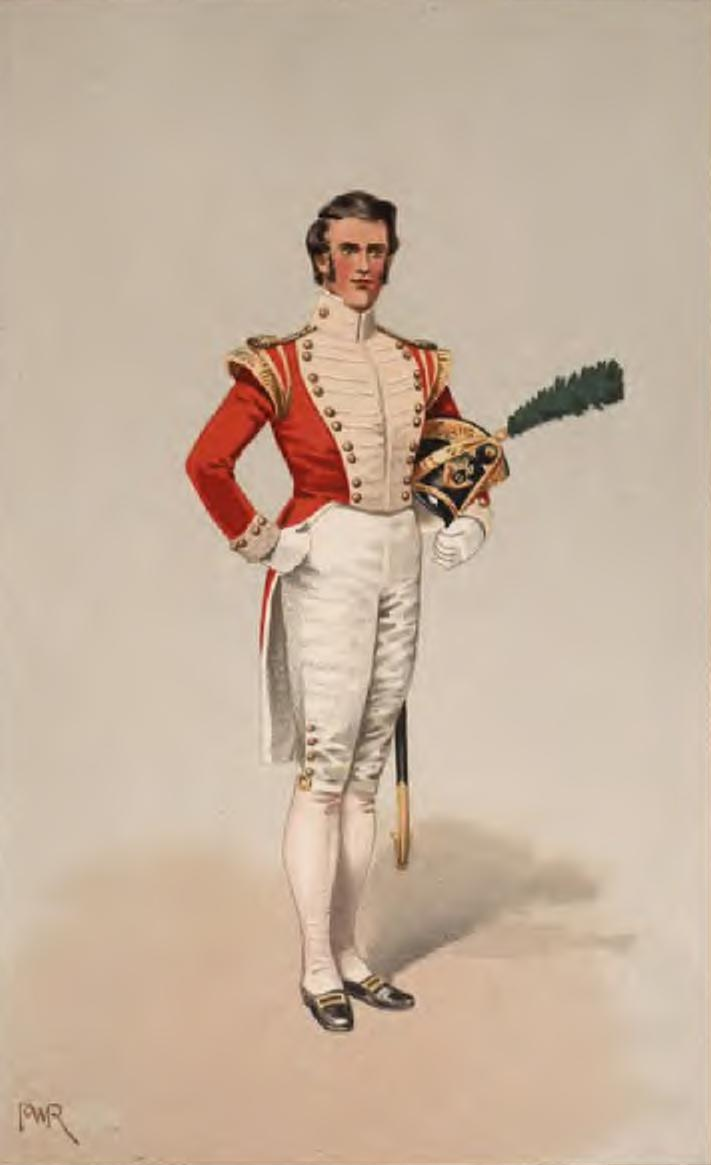
Oficial de la compañía ligera, 1826
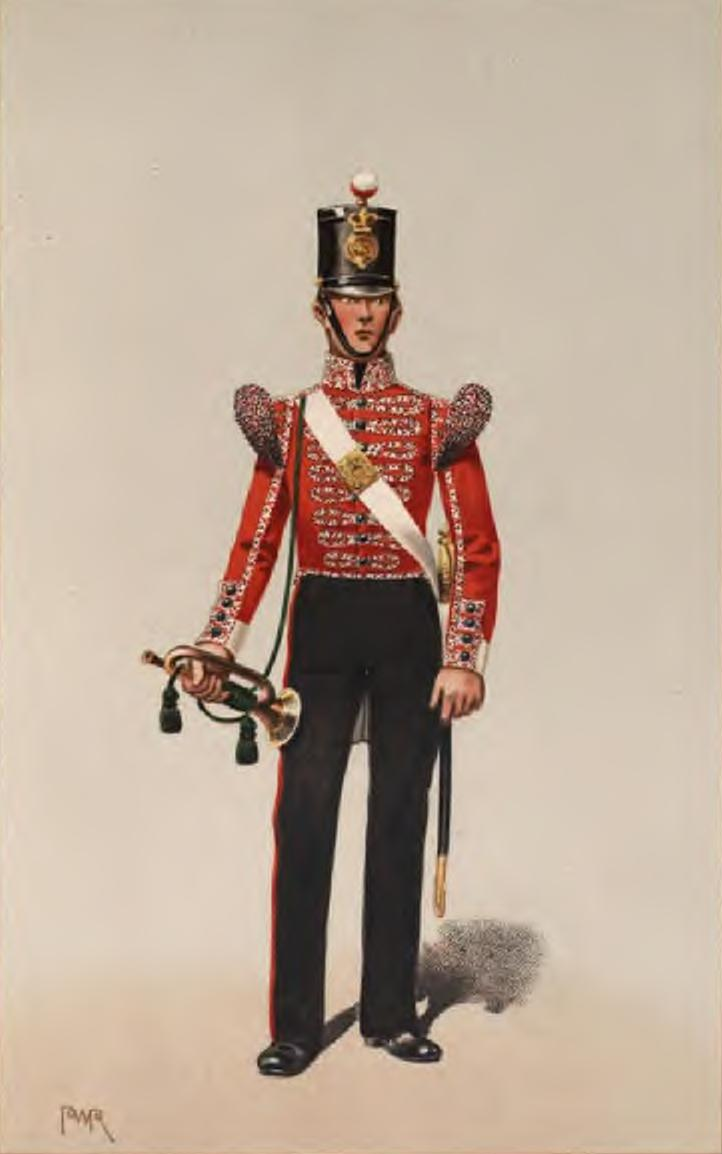
Tambor, 1846
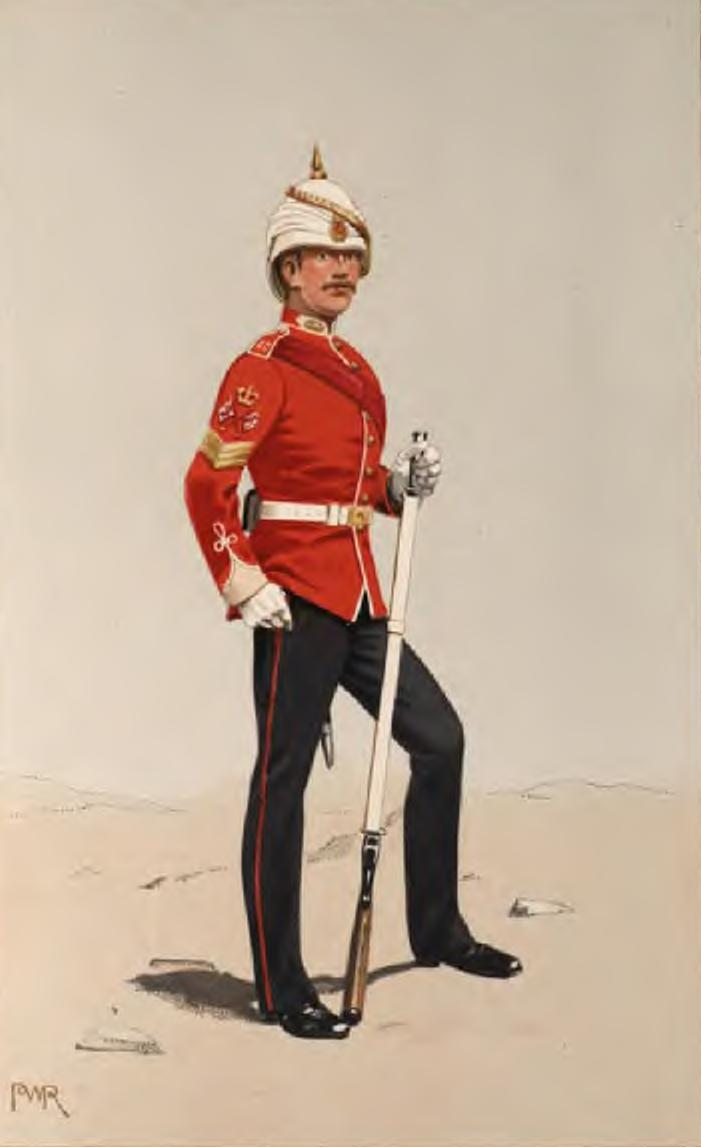
Sargento, 1881